# Rasclet mandarí
El rasclet mandarí (Zapornia paykullii) és una espècie d'ocell de la família dels ràl·lids (Rallidae) que habita aiguamolls del nord d'Àsia oriental, a l'est de Sibèria, nord-est de la Xina i Corea. Passa l'hivern al Sud-est asiàtic i les illes Grans de la Sonda.